# Ophrys apifera
Ophrys apifera Huds. es una orquídea monopodial y terrestre de la subtribu Orchidinae (familia Orchidaceae). Es la llamada orquídea abeja. Hay dos especies de las llamadas orquídeas abeja: una, Ophrys apifera, tiene quizás la distribución más amplia de las especies de Ophrys. La otra  Ophrys schulzei, es una especie oriental que está presente solamente en Anatolia y en el Oriente Medio.

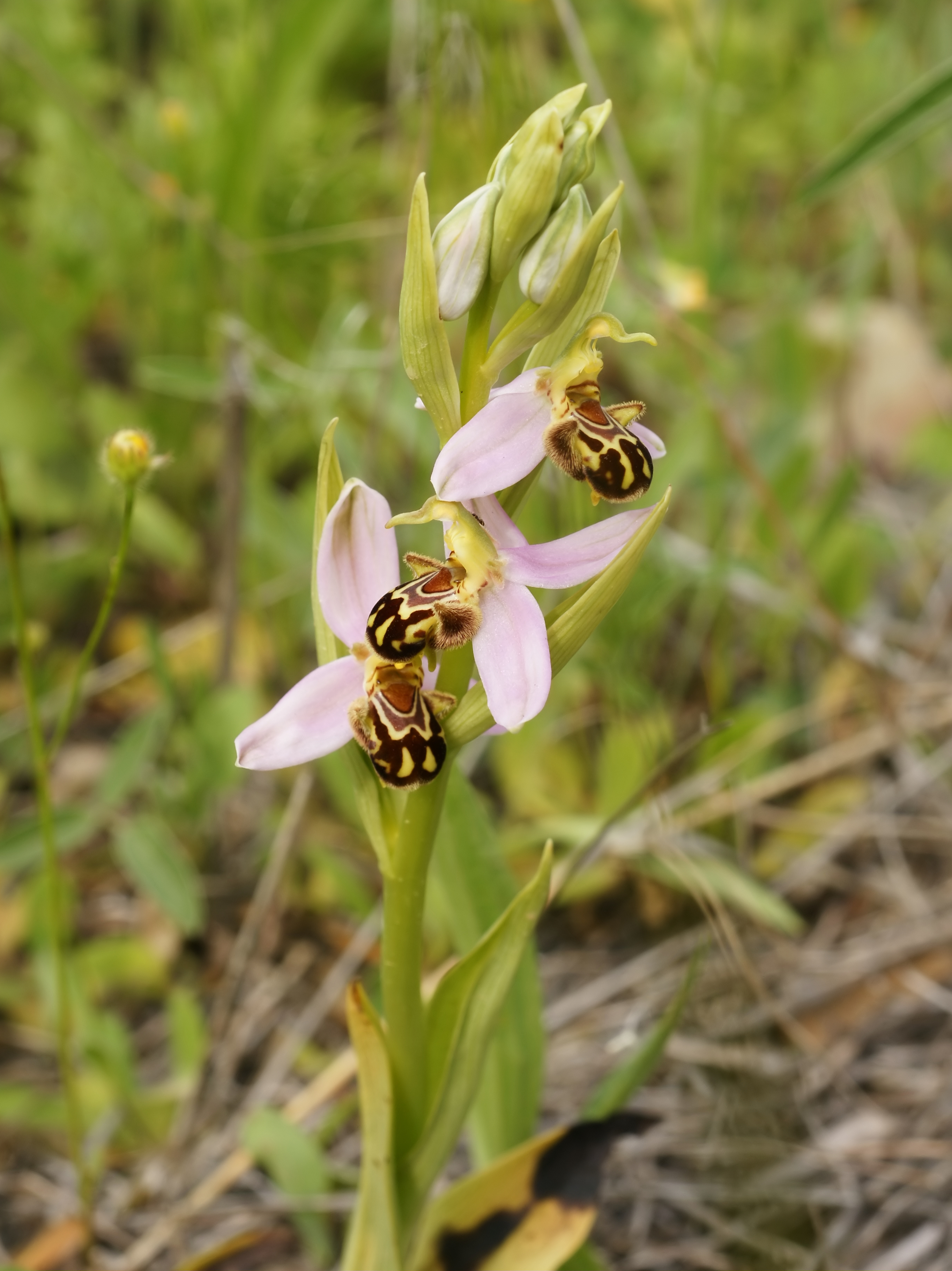

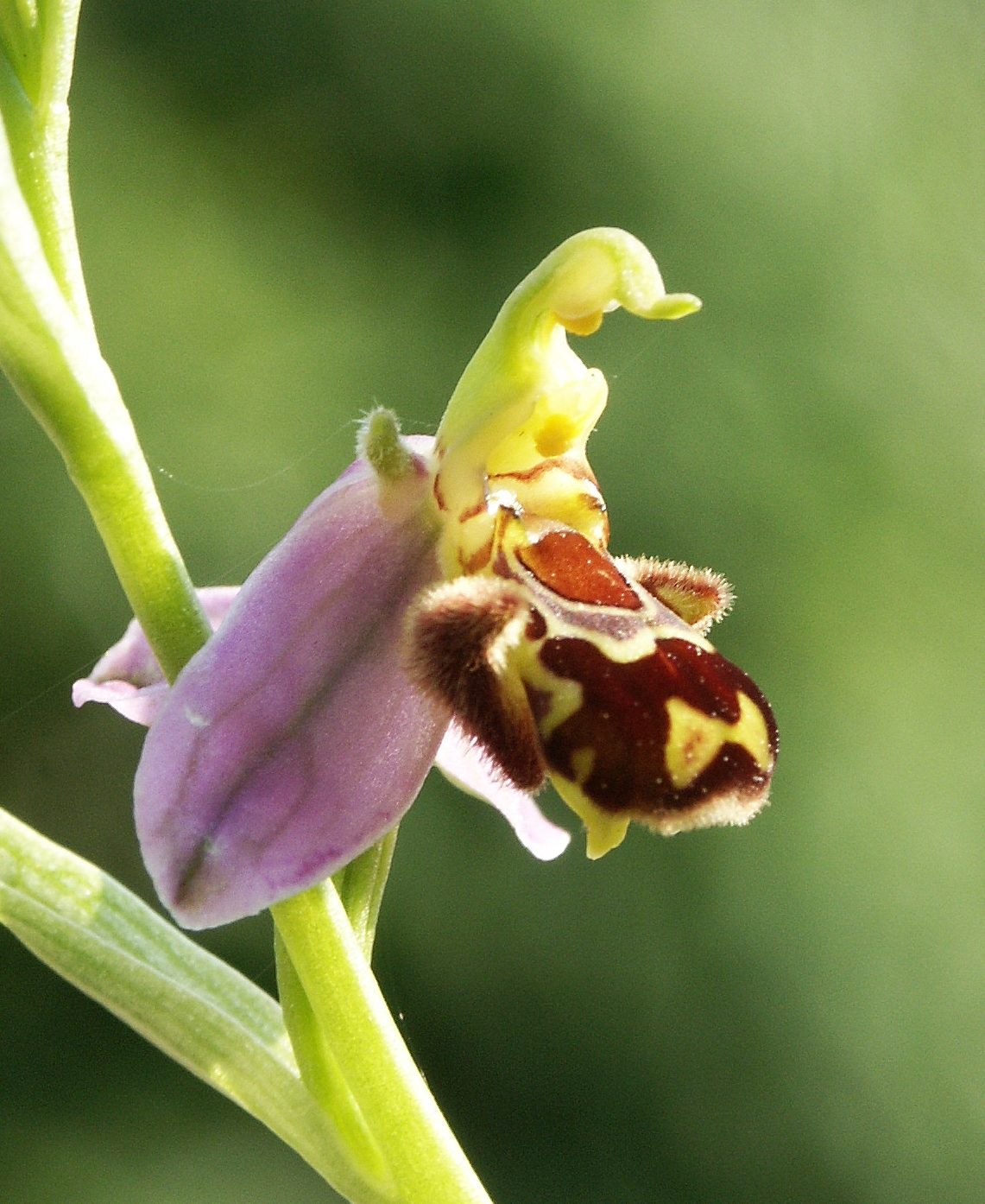

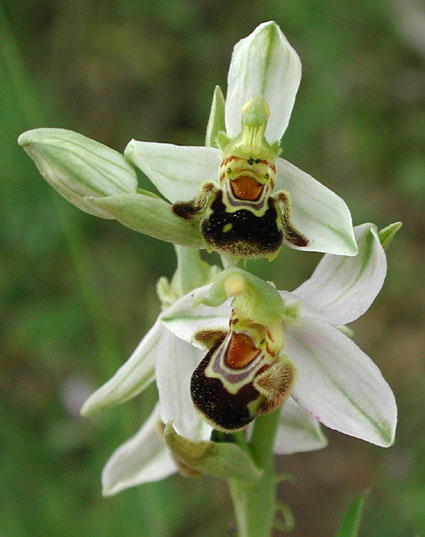

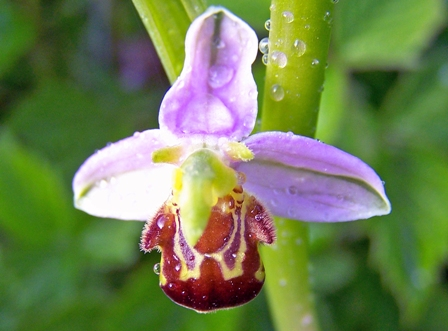

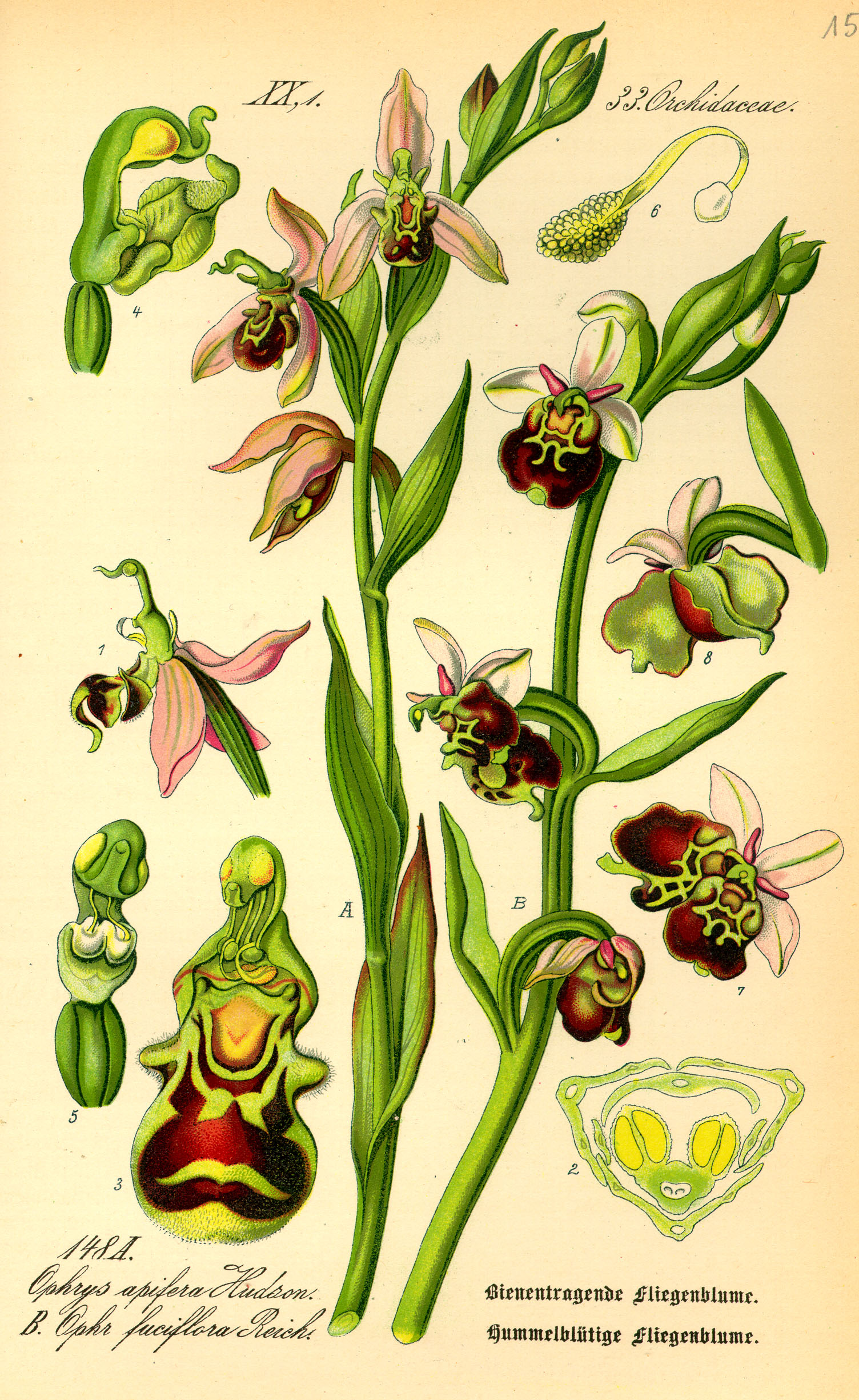
Ilustración

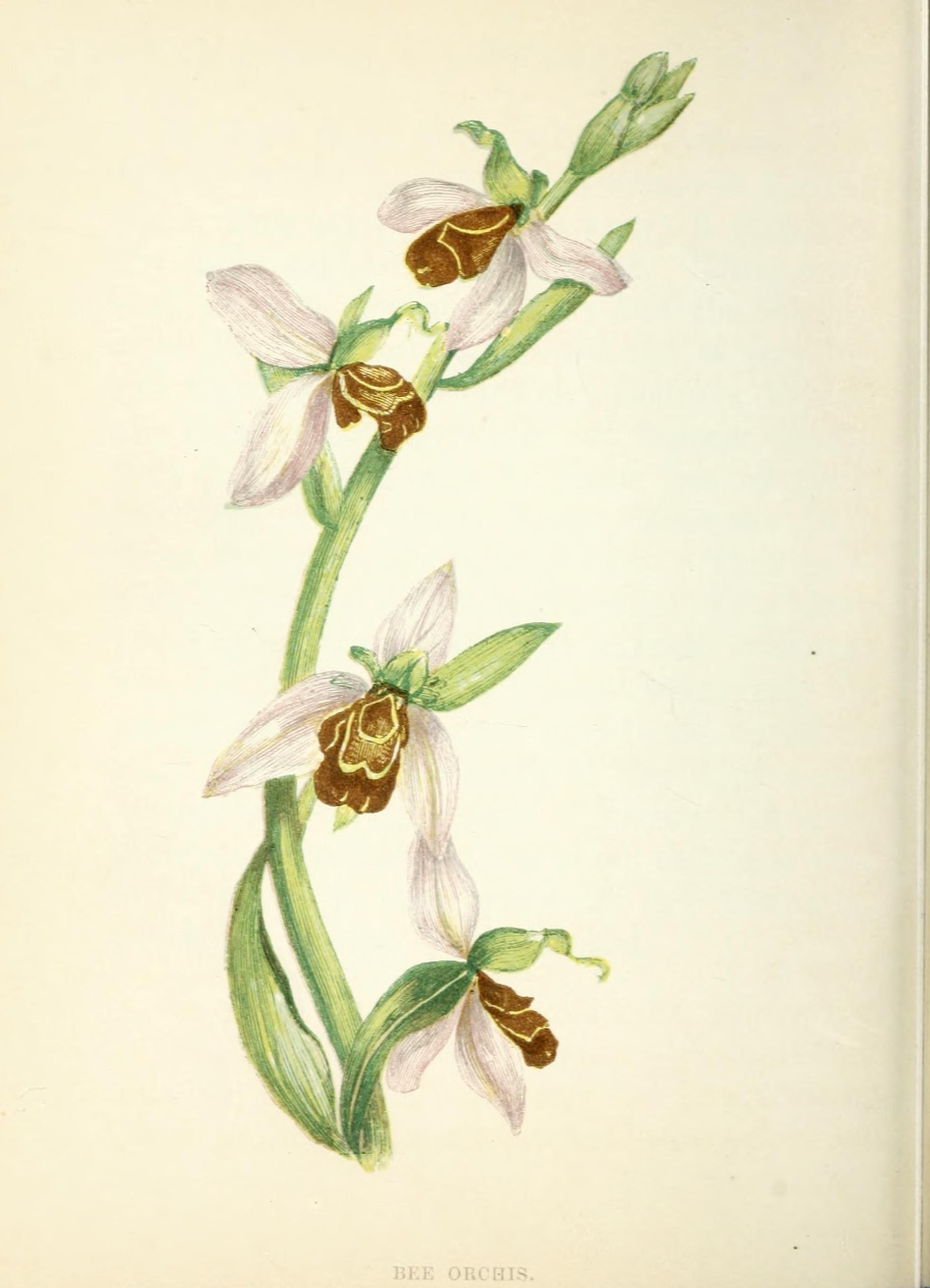
Ilustración

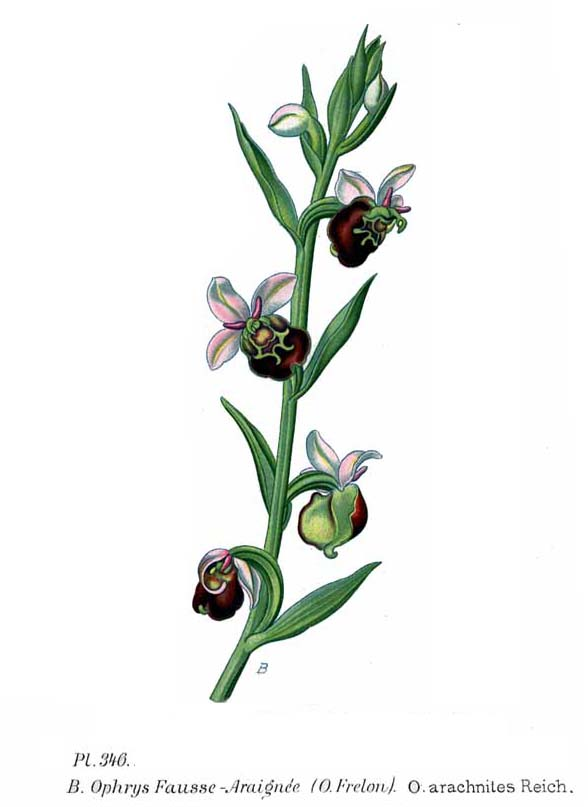
Ilustración

## Hábitat
Esta especie de hábitos terrestres,  monopodial  se distribuye desde el Mediterráneo, hasta el Cáucaso. En terrenos húmedos y en herbazales donde sobresale por su gran alzada casi 50 cm. 

## Descripción
Ophrys apifera tiene un tubérculo subterráneo, globular y pequeño que sirve como una reserva de alimento. De ese tubérculo sale el tallo floral erecto sencillo y sin ramificaciones. Durante el verano esta orquídea está durmiente. Al final del verano-otoño desarrolla una roseta de hojas. También empieza a desarrollarse un nuevo tubérculo, el cual madura la primavera siguiente. En la primavera siguiente el tallo floral empieza a desarrollarse, y durante la floración las hojas ya comienzan a marchitarse.
La planta suele medir 30 cm de altura. Las hojas son oblongo lanceoladas, redondeadas, sin indentaciones, de color verde azulado. Forman una roseta. Se desarrollan en otoño y pueden sobrevivir las heladas del invierno.
Las flores poseen un labelo de gran tamaño.  El labelo tiene un color marrón oscuro con manchas marrón más claro, líneas blancas y amarillo pálido. El labelo tiene tres lóbulos con los laterales que están vueltos hacia adelante con unos pelos finos y sedosos. El lóbulo mayor es redondeado abombado turgente con una base de pelos blanquecinos, a menudo tienen manchas violeta haciendo una X o una H. Los sépalos son del mismo tamaño y consistencia, de unos 7 mm de longitud y un color rosado homogéneo.
De dos a diez flores se desarrollan en el tallo floral con hojas basales. Las flores son únicas, no solo por su inusual belleza, gradación de color y formas excepcionales, sino también por el ingenio con la que atraen a los insectos. Su labelo imita en este caso al abdomen de una abeja hembra, planta especializada en atraer a abejas macho para que polinicen la flor. Suelen ser polinizadas por abejas del género Eucera en la región del Mediterráneo, pero en regiones más boreales a veces son autopolinizadas.

## Taxonomía
Ophrys apifera fue descrita por William Hudson y publicado en Flora Anglica 340. 1761.
Etimología
Ver: Ophrys, Etimología
Del latín "apifera"="que lleva abejas" refiriéndose a su labelo, el cual toma la forma de una abeja para lograr la polinización.  
Ophrys se menciona por vez primera en el libro "Historia Natural" de Plinio el Viejo (23-79 AD).

Híbridos naturales con Ophrys apifera
- Ophrys × albertiana (Ophrys apifera × Ophrys holoserica) (Europa)
  - Ophrys × albertiana nothosubsp. morellensis (Ophrys apifera × Ophrys holoserica ssp. candica) (Italia)
- Ophrys × circaea (Ophrys apifera × Ophrys bombyliflora) (Italia)
- Ophrys × domus-maria (Ophrys apifera × Ophrys exaltata ssp. arachnitiformis) (Francia)
- Ophrys × flahaultii (Ophrys apifera × Ophrys sphegodes) (Francia)
- Ophrys × insidiosa (Ophrys apifera × Ophrys aegirtica) (Francia)
- Ophrys × luizetii (Ophrys apifera × Ophrys araneola) (Francia)
- Ophrys × minuticauda (Ophrys apifera × Ophrys scolopax) (Francia, Cerdeña)
  - Ophrys × minuticauda nothosubsp. donorensis (Ophrys apifera × Ophrys scolopax ssp. conradiae) (Cerdeña)
  - Ophrys × minuticauda nothosubsp. minuticauda (Francia)
- Ophrys × pietzschii (Ophrys apifera × Ophrys insectifera) (Europa)
- Ophrys × soller (Ophrys apifera × Ophrys vernixia ssp. ciliata) (Baleares)
- Ophrys × vespertilio (Ophrys apifera × Ophrys bertolonii) (Italia)

Sinonimia
- Arachnites apifera (Huds.) Hoffm. 1804
- Arachnites apifera Tod. 1791
- Ophrys albiflora Spruner ex Boiss. 1882
- Ophrys apifera f. flavescens (Rosbach) P.D.Sell in P.D.Sell & Murrell 1996
- Ophrys apifera f. trollii (Hegetschw.) P.D.Sell in P.D.Sell & Murrell 1996
- Ophrys apifera subsp. austriaca (Wiesb. ex Dichtl) K.Richt. 1890
- Ophrys apifera subsp. chlorantha (Hegetschw.) Arcang. 1882
- Ophrys apifera subsp. trollii (Hegetschw.) O.Bolòs 1991
- Ophrys apifera var. almaracensis Pérez-Chisc. 1990 publ. 1991
- Ophrys apifera var. aurita (Moggr.) Gremli 1887
- Ophrys apifera var. basiliensis S.Schwegler & Matthies 2004
- Ophrys apifera var. belgarum Turner Ettl. 1998
- Ophrys apifera var. chlorantha (Hegetschw.) K.Richt. 1890
- Ophrys apifera var. flavescens Rosbach 1880
- Ophrys apifera var. fulvofusca M.P.Grasso & Scrugli 1987
- Ophrys apifera var. immaculata Bréb. 1849
- Ophrys apifera var. muteliae Mutel 1835
- Ophrys apifera var. tilaventina Nonis & Liverani 1997
- Ophrys apifera var. trollii (Hegetschw.) Rchb.f. 1851
- Ophrys aquisgranensis Kaltenb. 1850
- Ophrys arachnites Mill. 1768
- Ophrys austriaca Wiesb. ex Dichtl 1883
- Ophrys chlorantha Hegetschw. 1840
- Ophrys epeirophora Peter 1883
- Ophrys immaculata (Bréb.) O.Nägeli 1916
- Ophrys insectifera L. in part 1753
- Ophrys insectifera subvar. aurita Moggr. 1869
- Ophrys penedensis Kalkhoff 1914
- Ophrys purpurea Tausch 1831
- Ophrys ripaensis Porta 1905
- Ophrys rostrata Ten. 1830
- Ophrys trollii Hegetschw. 1840
- Orchis apifera (Huds.) Salisb. 1796;[2][3][4]

## Nombre común
Abeja, abejas del Parnaso, abejera, abejita, compañón de perro, flor de abeja (2), flor de la abeja, yerba de la abeja.